# Jedlová (ort)
Jedlová är en ort i Tjeckien.   Den ligger i regionen Pardubice, i den östra delen av landet, 140 km öster om huvudstaden Prag. Jedlová ligger 599 meter över havet och antalet invånare är 1 010.
Terrängen runt Jedlová är platt åt nordväst, men åt sydost är den kuperad. Runt Jedlová är det ganska tätbefolkat, med 70 invånare per kvadratkilometer. Närmaste större samhälle är Polička, 6,6 km norr om Jedlová. I omgivningarna runt Jedlová växer i huvudsak blandskog.